# Menoceras
Menoceras is een geslacht van uitgestorven neushoorns. Het geslacht omvat de twee soorten M. barbouri en M. arikarense, die tijdens het Midden-Mioceen op het Amerikaanse continent leefden.

## Uiterlijk en leefwijze
Menoceras kenmerkte zich door een twee hoorns van gelijke grootte naast elkaar op de snuit. Hoewel hoorns van neushoorns gemaakt zijn van keratine en niet fossiliseren, wijzen de rugositas, de plaats waar de hoorns verbonden zijn aan de schedel, hierop. Alleen de mannetjes hadden deze dubbele hoorns, de vrouwelijke Menoceras waren hoornloos. Menoceras was een relatief kleine en slanke neushoorn met het formaat van een schaap of varken en een snelle renner.

## Fossielen
Fossielen van Menoceras zijn bekend uit Texas, New Mexico, Californië, Colorado, Nebraska, Florida en Gaillard Cut in Panama. Het grote aantal fossielen van Menoceras dat op sommige locaties is gevonden suggereert dat het dier in kuddes leefde.